# Lawrenceville, Illinois
Lawrenceville är administrativ huvudort i Lawrence County i Illinois. Orten har fått sitt namn efter sjömilitären James Lawrence. Enligt 2020 års folkräkning hade Lawrenceville 4 164 invånare.